# Masamichi Noro
Masamichi Noro (野呂 昌道; Aomori, 21. siječnja 1935. – Pariz, 15. ožujka 2013.), japanski majstor borilačkih vještina. Izravni je učenik Moriheija Ueshibe. Nositelj je 6. Dana u aikidu. Osnivač je škole Kinomichi.

## Vanjske povezice
- Masamichi Noro ’s Dojo in Paris, teaching by Noro Takeharu sensei
- Fédération Française d'Aïkido, Aïkibudo et Affinitaires
- Ringenkai Aikido of Nguyen Thanh Thien, offspring of Noro Masamichi senseï's art